# Neo (tidskrift)
Neo var en partipolitiskt obundet borgerligt samhällsmagasin som, med start i januari 2006, utkom med sex nummer per år. Magasinet grundades av Sofia Nerbrand. Chefredaktör och huvudägare sedan hösten 2009 var Paulina Neuding. Andreas Ericson var VD och Mattias Svensson redaktör. Magasinet hade ett redaktionsråd där Therese Bohman, Johan Lundberg, Bengt Ohlsson, Peter Santesson, Anders Rönmark och Fredrik Erixon var medlemmar.
I sin programförklaring angav redaktionen att man ville vara ett alternativ till traditionella medier och förespråka yttrandefrihet, en fri marknadsekonomi och liberal demokrati. Neo hade ursprungligen beteckningen "liberal" men bytte under 2012 till "borgerlig".
I varje nummer finns vanligtvis en intervju med en central gestalt inom politik eller media.
21 september 2015 meddelades tidningens nedläggning.